# Morte e Vida Severina (programa de televisão)
Morte e Vida Severina é um especial em formato de teleteatro musical brasileiro produzido pela TV Globo e exibido em 22 de dezembro de 1981. Suas encenações são inspiradas nos versos do poema regionalista homônimo de João Cabral de Melo Neto, que retrata a saga de retirantes da região Nordeste do Brasil em busca da sobrevivência. O roteiro e a direção é de Walter Avancini e os temas musicais são composições de Chico Buarque.
Conta com as atuações de José Dumont, Elba Ramalho, Tânia Alves, Sebastião Vasconcelos, Cacilda Lanuza, Marta Overbeck, Glaucia Oliveira, José Santa Cruz e Agnaldo Batista nos papéis principais.

## Sinopse
Em sua peregrinação atrás de uma vida melhor, o retirante Severino — "filho de Maria e Zacarias, da serra da Costela, limites da Paraíba", como ele mesmo se apresenta — percorre as mais diversas situações às quais está exposto o povo nordestino: o enterro da vítima de emboscada, o velório sob ladainhas, a busca por emprego, a presença da rezadeira, a morte do cortador de cana no latifúndio, os numerosos enterros de retirantes na cidade grande, os raros de usineiros.
A viagem termina na cidade grande, mais precisamente em Recife. Imerso em fome e desalento, Severino pensa em suicídio, mas decide seguir adiante ao testemunhar, à semelhança de um auto de Natal, um nascimento na favela à beira do mangue.

## Elenco

### Principal
- José Dumont como Severino
- Elba Ramalho como Severina
- Tânia Alves como Comadre Peristina
- Sebastião Vasconcelos como Mestre Carpina
- Cacilda Lanuza como Ivaneide
- Marta Overbeck como Celestina
- Glaucia Oliveira como Abigail
- José Santa Cruz como Volante
- Agnaldo Batista como Carne Seca

### Apoio
Irmãos das Almas
- Alcimar Volia
- Buarque de Aquino
- Expedito de Souza

Excelências
- rezadeiras de Fazenda Nova

Funeral do Lavrador
- Julia Lemos
- Marcos Macena
- Iara Lins
- Jane Faria

Nascimento
- Aidil Costa
- Alice Oliveira
- Antônio Carlos
- Albemar Araújo
- Celeste Dias
- Iracema de Almeira
- Ivonete Melo
- Joacir Castro
- Josenildo Marinho
- Josenildo Neves
- Karlise Costa
- Leonildo Batista
- Marcia Cabral
- Maria Oliveira
- Nena Pacheco
- Pancrácio das Neves
- Sônia Tenório
- Mercês Madeiros
- José Ramos
- Valdir Santos

## Gravações
Morte e Vida Severina foi gravado durante vinte dias nos estados da Bahia, na ecorregião do Raso da Catarina, e de Pernambuco, em Fazenda Nova, distrito de Brejo da Madre de Deus, em Glória do Goitá e na capital Recife.

## Exibição
A TV Globo exibiu Morte e Vida Severina em 22 de dezembro de 1981 às 22h30. O especial foi reprisado na programação da rede em novembro de 1982 e em janeiro de 1985 e no Festival 25 Anos, bloco em comemoração ao aniversário da emissora, em maio de 1990.

### Distribuição
O especial foi exportado para Bolívia, Cuba, Estados Unidos, México, Portugal e Venezuela.
Em 2011 o musical foi comercializado em DVD pela Globo Marcas com legendas em inglês, espanhol e francês. A convite, Elba Ramalho gravou a abertura do disco.

## Prêmios
Em 1982 Morte e Vida Severina foi premiado com o Emmy Internacional na categoria Artes Populares e com o Premios Ondas na categoria Rádio e Televisão Hispano-americanos.